# Vidiye Tshimanga
Vidiye Tshipanda Tshimanga, né le 19 avril 1977 au Zaïre, est une personnalité politique et un homme d’affaires  congolais. Il est conseiller spécial chargé des questions stratégiques au sein du cabinet du président de la république Felix Tshisekedi Tshilombo.

## Biographie

### Jeunesse
Vidiye Tshipanda Tshimanga est né d’une mère belge et d’un père congolais, Tshimanga Belebele Boni, avocat, homme politique et homme d’affaires ,on dit qu'il a fait ses études en Belgique mais on ne sait où .

### Parcours politique
Le 19 avril 2015, Vidiye Tshipanda Tshimanga crée son parti politique dénommé Dynamique Congo unis (DCU) dont la devise est de prôner pour l’unité, le travail et l’égalité, le parti dont il est le président .
En Belgique 2016 Vidiye Tshimanga en tant que vice-président de l’alternative 2016 un groupe politique de l’opposition, participe à la création d’une nouvelle coalition de l’opposition appelée « rassemblement »  qui était dirigée par l’opposant renommé Etienne Tshisekedi wa Mulumba, qui après sa mort fut remplacé par son fils Felix Tshisekedi. La coalition avait pour but d’empêcher l’ancien président Joseph Kabila à briquer un troisième mandat. Vidiye Tshimanga était l’un parmi les membres du conseil des sages du rassemblement.
Proche et ami de Felix Tshisekedi, il fut désigné en 2018 par ce dernier, à l’époque président de l'union pour la démocratie et le progrès social (UDPS) comme étant son porte-parole pour la campagne électorale 2018.
Le 15 février 2019, il retire sa candidature à l’élection sénatoriale pour des raisons qu’il qualifie des corruptions organisées par certains députés provinciaux de Kinshasa qui l’auraient exigé une somme allant de 20 000 dollars à 50 000 dollars pour soutenir sa candidature dénonce-t-il.
Le 7 mars 2019, Vidiye Tshimanga est nommé conseiller spécial chargé des questions stratégiques au sein du cabinet du président Felix Tshisekedi.
En septembre 2022, Accusé de tentative de trafic d’influence et d' escroquerie notoire, Vidiye Tshimanga démissionne de son poste de conseiller stratégique de Félix Tshisekedi.

### Football
C’est en 2013 qu'il succède à Max Mayaka[Quoi ?] en tant que président de l’équipe de football Daring Club Motema Pembe Imana (DCMP) et démissionne en 2014 pour être remplacé par Gentiny Ngobila. En 2019, il postule encore à l’élection présidentielle du club et redevient président du club à partir du 17 juillet 2019 et ce jusqu'en 2022.
En 2023, il préside le FC Les Aigles du Congo.